# Believe (K's Choice)
Believe is een nummer van de Belgische alternatieve rockband K's Choice uit 1998. Het is de eerste single van hun derde studioalbum Cocoon Crash.
Frontvrouw Sarah Bettens schreef het nummer na een moeilijke periode, op een gitaar met slechts twee snaren. De plaat werd niet zo'n grote hit als Not an Addict, maar werd wel een bescheiden succesje in België en Nederland. In Vlaanderen bereikte het de 8e positie in de Tipparade, en in Nederland kwam het een plek lager in de Tipparade. Ondanks het matige succes in de hitlijsten, is het nummer tijdens liveoptredens wel een publieksfavoriet. Dat komt waarschijnlijk door het makkelijk mee te zingen en het hoge springgehalte.
In 2018 werd Believe door Niels Destadsbader in het Nederlands gecoverd onder de titel Verover mij.

## Tracklijst
1. "Believe" - 3:31
2. "For All This" - 2:24
3. "Not An Addict" (akoestische versie) - 4:47